# 2023 Asaph
2023 Asaph eller 1952 SA är en asteroid i huvudbältet, som upptäcktes 16 september 1952 av Indiana Asteroid Program vid Indiana University Bloomington med Goethe Link Observatory. Asteroiden har fått sitt namn efter den amerikanske astronomen Asaph Hall.
Asteroiden har en diameter på ungefär 19 kilometer.